# Trigynaea
Trigynaea é um género botânico pertencente à família Annonaceae.
1. ↑  «Trigynaea — World Flora Online». www.worldfloraonline.org. Consultado em 19 de agosto de 2020